# 中国共产党林州市委员会
中国共产党林州市委员会，简称中共林州市委，是中国共产党在林州市（原为林县）的领导机关。

## 历史
1938年，八路军进驻林县，建立中共林县中心县委员会。1952年6月，县委驻地移到县城人民路。1955年5月，设县委常务委员会，有常委7人。1958年11月1日，县委设书记处。1968年4月，林县革命委员会成立，内设党的核心小组。1971年10月，恢复县委。1994年1月24日，撤销林县设立林州市，县委相应改为市委。